# Ctenomys scagliai
El tuco-tuco de Tafí o tuco-tuco de Scaglia (Ctenomys scagliai) es una especie de roedor del género Ctenomys de la familia Ctenomyidae. Habita en el noroeste del Cono Sur de Sudamérica.

## Taxonomía
Esta especie fue descrita originalmente en el año 1999 por el zoólogo argentino Julio Rafael Contreras.
Localidad tipo
La localidad tipo referida es: “Los Cardones (26°40′S 65°51′W) a una altitud de 2500 msnm, Tucumán, Argentina”.
Etimología
El término específico es un epónimo que refiere al apellido de la persona a quien le fue dedicada la especie, el naturalista argentino Galileo Juan Scaglia.
Caracterización y relaciones filogenéticas
Al ser descrita se postuló que Ctenomys scagliai estaría relacionada al conjunto de especies más primitivas del género, entre las que se encuentran C. talarum, C. pundti y C. opimus.

## Distribución geográfica y hábitat
Esta especie es endémica del valle de Tafí del Valle, en la provincia de Tucumán, noroeste de la Argentina.

## Conservación
Según la organización internacional dedicada a la conservación de los recursos naturales Unión Internacional para la Conservación de la Naturaleza (IUCN), al tener una distribución muy limitada, sufrir algunas amenazas y contarse con muy poca información sobre la misma, la clasificó como una especie “casi amenazada” en su obra: Lista Roja de Especies Amenazadas.